# گوشچیتسه
گوشچیتسه (به لاتین: Gościce) یک روستا در لهستان است که در گمینا پاچکوو واقع شده‌است. گوشچیتسه ۴۷۰ نفر جمعیت دارد.